# Guitinières
Guitinières – miejscowość i gmina we Francji, w regionie Nowa Akwitania, w departamencie Charente-Maritime.
Według danych na rok 1990 gminę zamieszkiwały 343 osoby, a gęstość zaludnienia wynosiła 37 osób/km² (wśród 1467 gmin regionu Poitou-Charentes Guitinières plasuje się na 677. miejscu pod względem liczby ludności, natomiast pod względem powierzchni na miejscu 870.).